# Luma flavalis
Luma flavalis là một loài bướm đêm trong họ Crambidae.